# 오리올 카메호
오레올 카메호 두루티(스페인어: Oreol Camejo Durruthy, 1986년 7월 22일~)는 쿠바의 배구 선수로 포지션은 레프트이다. 현재 천안 현대캐피탈 스카이워커스 소속이며, 동생 오스멜 또한 배구 선수이다.